# Elbebadetag
Der Elbebadetag ist eine Veranstaltung, die erstmals 2002 von der Initiative „Lebendige Elbe“ durchgeführt wurde. Über 90.000 Menschen haben an diesem Tag in der Elbe gebadet oder in anderer Form an den Aktivitäten und Festivitäten im Rahmen des Elbebadetages teilgenommen. 
Den Elbebadetag sah man als Möglichkeit, die öffentliche Wahrnehmung der Elbe als sauberen Fluss zu stärken. Der Gedanke und die Idee des ersten Elbebadetages ist auf Europa übergesprungen und am 17. Juli 2005 fand gleichzeitig zum Elbebadetag auch der erste europäische Flussbadetag „Big Jump“ statt.